# Qanot Sharq
Qanot Sharq is een Oezbeekse luchtvaartmaatschappij met haar thuisbasis op de luchthaven van Tasjkent, Oezbekistan.

## Geschiedenis
In 2005 werden enkel vrachtvluchten uitgevoerd voor Uzbekistan Airways met een Ilyushin IL-76TD. In 2021 werd er nieuw leven in de maatschappij geblazen. Er worden nu alleen nog passagiersvluchten uitgevoerd. De eerste vlucht werd op 14 oktober 2021 uitgevoerd van Tashkent International Airport naar de Internationale luchthaven Vnoekovo in Moskou. Na die eerste vlucht is het netwerk uitgebreid naar Azië, Europa en het Midden-Oosten. Eind 2023 werd het eerste widebody-toestel geleverd, een Airbus A330-200. Met deze toevoeging komt de vloot op vijf toestellen en kan het netwerk uitgebreid worden,

## Vloot

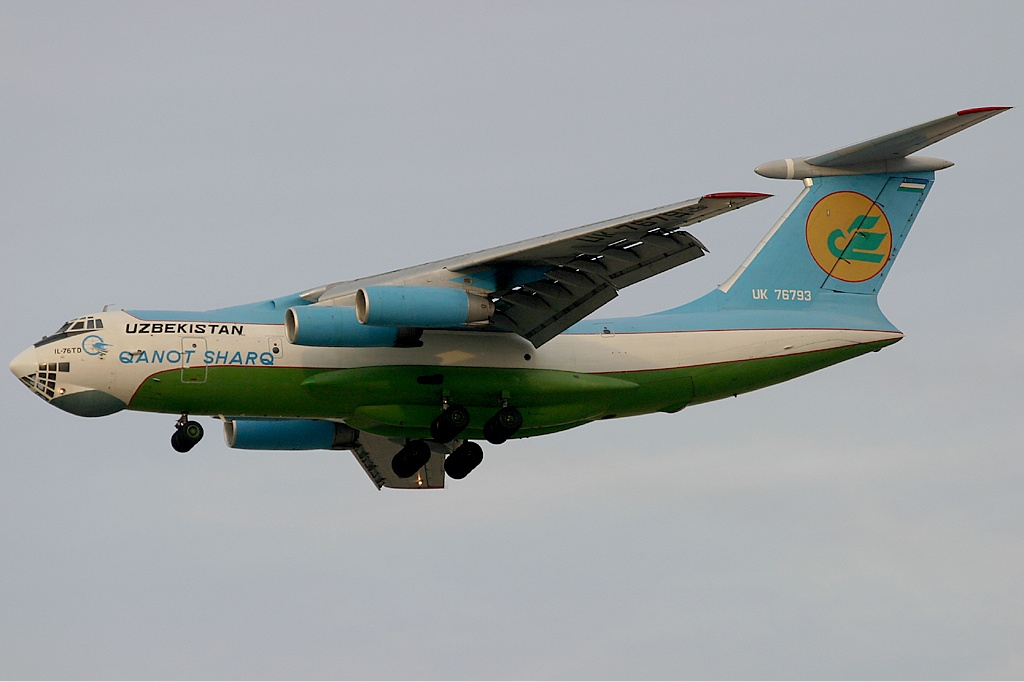
Uitgefaseerde Ilyushin IL-76TD (UK76793)

Qanot Sharq heeft een vloot van Airbus en bestaat uit (april 2024):
| Type            | In dienst | Orders | Opmerkingen      |
| --------------- | --------- | ------ | ---------------- |
| Airbus A321neo  | 2         | 4      | UK32110, UK32111 |
| Airbus A320-200 | 2         | —      | UK32030, UK32031 |
| Airbus A330-200 | 1         | 6      | UK33020          |
| Totaal          | 5         | 10     |                  |

## Bestemmingen
Door de groeiende vloot komen er veel nieuwe bestemmingen bij. De lijst zal niet altijd up-to-date zijn. De bestemmingen zijn (april 2024):
| Land          | Stad            | Luchthaven                                             | Opmerkingen |
| ------------- | --------------- | ------------------------------------------------------ | ----------- |
| Egypte        | Sharm-el-Sheikh | Luchthaven Sharm-el-Sheikh                             |             |
| Israël        | Tel Aviv        | Luchthaven Ben-Gurion                                  |             |
| Italië        | Milaan          | Internationale luchthaven Milano-Malpensa              |             |
| Oezbekistan   | Buchara         | Bukhara International Airport                          |             |
| Oezbekistan   | Farg'ona        | Fergana International Airport                          |             |
| Oezbekistan   | Samarkand       | Samarkand International Airport                        |             |
| Oezbekistan   | Tasjkent        | Tashkent International Airport                         | Hub         |
| Oezbekistan   | Urganch         | Urgench International Airport                          |             |
| Rusland       | Moskou          | Internationale luchthaven Vnoekovo                     |             |
| Rusland       | Sint-Petersburg | Luchthaven Poelkovo                                    |             |
| Saoedi-Arabië | Jeddah          | Internationale luchthaven Koning Abdoel Aziz           |             |
| Saoedi-Arabië | Medina          | Internationale Luchthaven Prins Mohammed bin Abdulaziz |             |
| Thailand      | Phuket          | Internationale Luchthaven Phuket                       |             |
| Turkije       | Istanbul        | Istanbul Airport                                       |             |
| Vietnam       | Nha Trang       | Internationale Luchthaven Cam Ranh                     |             |
| Vietnam       | Phú Quốc        | Internationale Luchthaven Phú Quốc                     |             |